# Abbaye de Berge
L'abbaye Saint-Jean-Baptiste de Berge est une importante abbaye bénédictine près de la ville de Magdebourg, près de Buckau. En 1565, il est transformé en monastère protestant. Il existe en tant qu'école monastique protestante jusqu'au début du XIXe siècle.

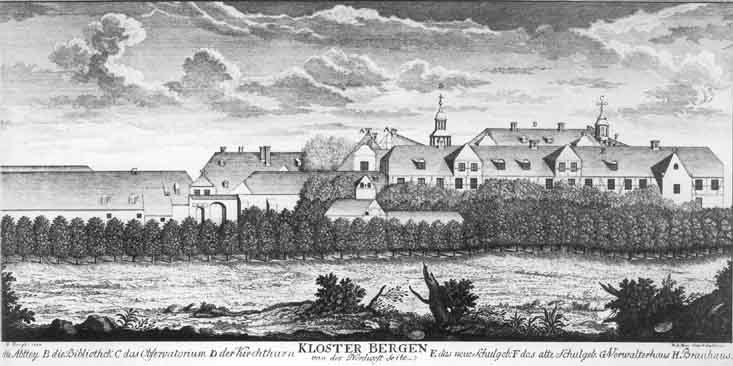
Abbaye de Berge vu du nord-ouest, 1780

## Fondation
L'année exacte de la fondation de l'abbaye de Berge n'est pas connue, mais on suppose qu'il s'agit de l'année 955, en relation avec le début de la construction d'un nouveau bâtiment - la future cathédrale de Magdebourg - commencé par Otton Ier. La transformation prévue et réalisée en 968 de l'abbaye Saint-Maurice, fondé en 937, en archevêché de Magdebourg, rend nécessaire la constitution d'un corps spirituel dans lequel peuvent se déplacer les moines qui ne doivent pas entrer dans le chapitre cathédral. La première mention documentaire de l'abbaye est datée du 12 avril 965. L'authenticité de ce document, qui inclut la donation par l'empereur Otto Ier de la dîme de quelques villages de l'Est de l'Elbe au "monastère florissant" Saint-Jean-Baptiste, est toutefois mise en doute Les documents d'Otto Ier des 14 et 17 janvier 970 sont toutefois incontestables. Le premier document accorde à l'abbaye le libre choix de l'abbé, le second traite des donations faites à l'abbaye.
En raison de l'emplacement de la nouvelle abbaye sur une légère élévation près de l'Elbe, le nom d'abbaye de Berge s'est imposé. Cette appellation est attestée pour la première fois en 1363.
De 1009 à 1022, le futur évêque de Münster, Siegfried de Walbeck (de), frère de Thietmar, est abbé de Berge. L'église de l'abbaye est achevée vers 1010. Cependant, des parties du complexe de l'abbaye sont à nouveau détruites dans un incendie en 1017. En 1082, une nouvelle église construite dans le style roman est consacrée. L'abbaye de Berge est d'une importance considérable pour la vie spirituelle de la région et assume peut-être également des tâches missionnaires pour les régions orientales de l'Elbie.
Alors que la guerre des paysans fait rage dans la principauté épiscopale de Halberstadt, l'abbaye est pillé en mai 1525 par des citoyens de Magdebourg et de Sudenburg.

## Démolition dans la guerre de Smalkalde
Comme Magdebourg, ville protestante appartenant à la Ligue de Smalkalde, considère qu'une guerre contre l'empereur catholique est inévitable, 200 citoyens de Magdebourg occupent, sur décision du conseil municipal, le 1er juillet 1546 vers 21 heures, l'abbaye catholique situé aux portes de la ville. Afin d'éviter que l'abbaye de Berge ne soit occupé au détriment de Magdebourg lors d'un éventuel siège, on le fait entièrement démolir. Tous les bâtiments, l'église du couvent et les murs sont entièrement démolis. Le bois de construction, sept belles cloches, un nouveau mécanisme d'horloge, les vases précieux de l'église, les documents du monastère et d'autres inventaires sont emportés à Magdebourg. L'abbé Henri et l'abbaye sont installés dans le monastère paulinien. Les craintes des Magdebourgeois se sont avérées fondées. Après la défaite cuisante de l'armée de Schmalkalde (1547), la ville est assiégée en 1550 par les troupes impériales de Maurice de Saxe, ce qui se termine en 1551 par un accord négocié. À la fin de la guerre, l'abbaye réclame des dommages et intérêts à la ville. Magdebourg refuse toutefois de payer.

## Reconstruction/Protestantisme

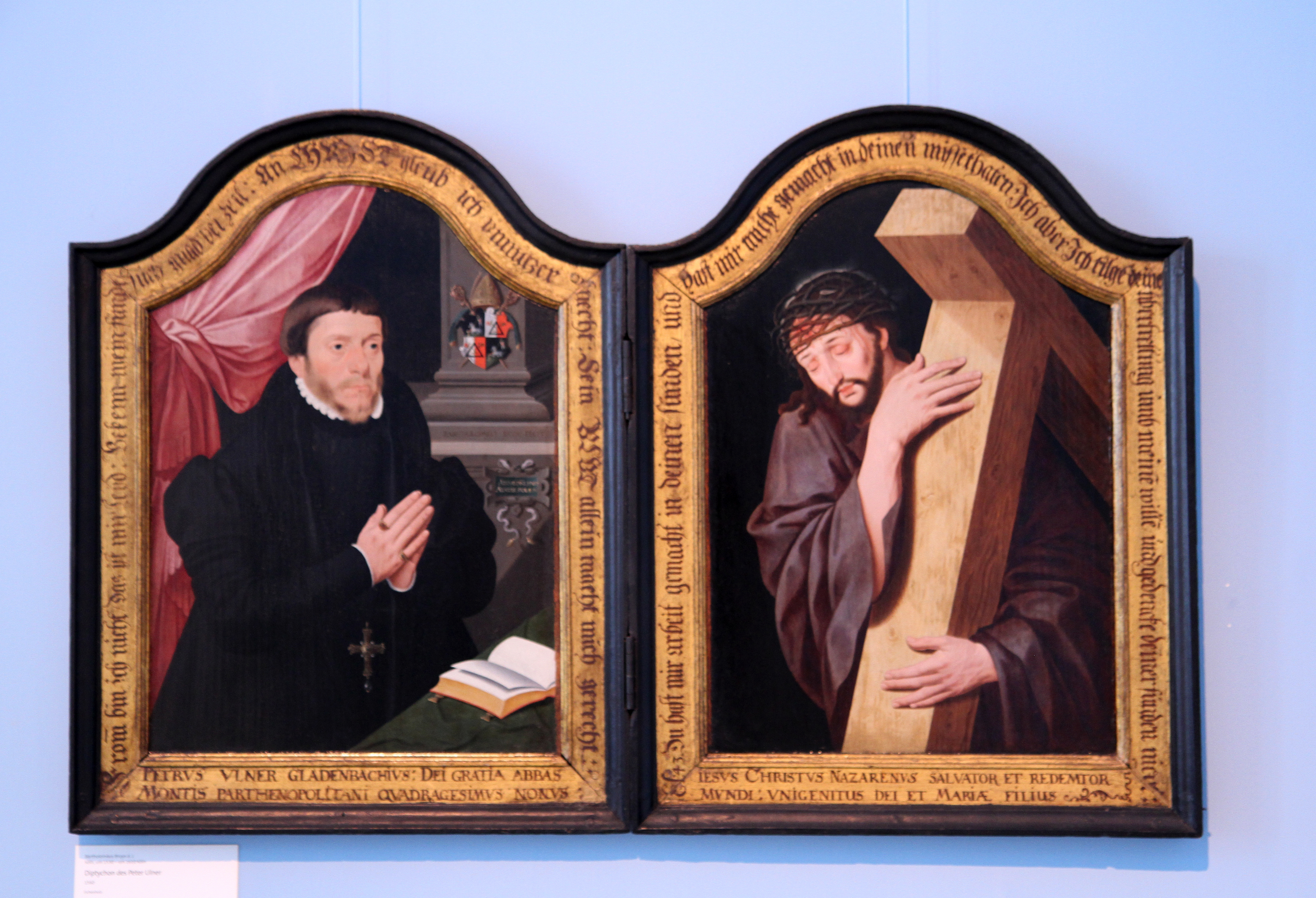
Peter Ulner

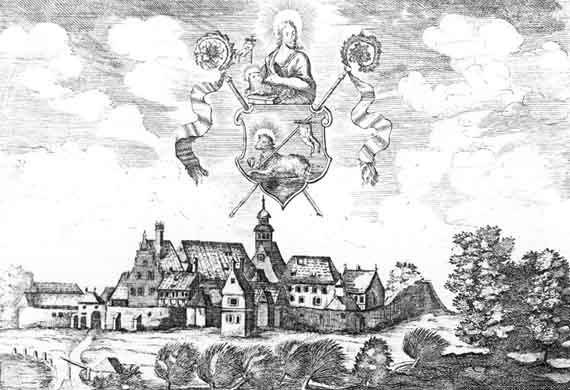
Abbaye de Berge vers 1580

Après que Peter Ulner (de) von Gladenbach a succédé au défunt abbé Heinrich Zierow en 1559, la reconstruction de l'abbaye et la création d'une nouvelle bibliothèque commencent. Un nouveau bâtiment abbatial, une nouvelle église abbatiale et un portail massif sont construits.
En 1565, l'abbaye de Berge se convertit au protestantisme et quitte ainsi l'ordre bénédictin. Le couvent sert alors à la formation de théologiens protestants. En outre, 12 enfants sont accueillis comme alumni, qui bénéficient d'un logement et d'un enseignement gratuits. En 1573, l'abbé Ulner épouse une fille de la bourgeoisie de Magdebourg. En 1577, la formule de Concorde (le Livre de Berg) est promulguée pour mettre fin aux querelles entre les différents courants luthériens. Le Traité de Bergame de 1585 règle le conflit entre le Conseil de Magdebourg et l'archevêché.

## Destruction de l'abbaye et de Magdebourg pendant la guerre de Trente Ans
Pendant la guerre de Trente Ans, l'abbaye de Berge souffre également beaucoup. En 1623, l'école est fermée. Un peu plus tard, le général impérial Wallenstein occupe l'abbaye et expulse l'abbé protestant Crusius en 1628 afin de réintégrer un abbé catholique aux Bénédictins. Après le retrait temporaire des troupes impériales, Christian-Guillaume de Brandebourg, l'administrateur luthérien de l'archidiocèse de Magdebourg (de), fait recouvrir la plupart des bâtiments de l'abbaye et les rend inhabitables. Peu de temps après, lors de la conquête et de la destruction de Magdebourg par les troupes impériales sous Tilly, l'abbaye est également détruit à tel point qu'il ne reste que les murs extérieurs.
Le successeur de Crusius, Sebastian Göbel, fait reconstruire d'importants bâtiments à partir de 1660 et à partir de 1664, il accueille également à nouveau des étudiants indépendants, initialement en petit nombre.
Le traité de Klosterberg est signé ici en 1666. La ville de Magdebourg, gravement endommagée lors de la guerre de Trente Ans en 1631, renonce à son ancienne prétention à la liberté impériale et se soumet au duché de Magdebourg, issu de l'archevêché en 1648 sous Auguste de Saxe, qui doit passer au "Grand Électeur" Frédéric-Guillaume Ier de Brandebourg après sa mort. Anticipant cette transition, la ville accepte une garnison électorale brandebourgeoise.

## Floraison de l'école abbatiale
L'école de l'abbaye devient plus importante et est agrandie à partir de 1686 par l'abbé Simon Friedrich Wolfhardt. Au XVIIIe siècle, l'école accepte de plus en plus les étudiants payants. C'est sous l'abbé Johann Adam Steinmetz que l'école acquiert sa plus grande importance. Sous sa direction, de 1732 à 1762, 930 élèves au total passent par l'école, dont Christoph Martin Wieland, Carl Friedrich Fasch et Friedrich von Matthison. L'institution est devenue un centre de piétisme. Il existe un lien étroit avec les Fondations Francke à Halle-sur-Saale. En 1735, un séminaire de professeurs d'écoles de campagne est créé.
Des travaux scientifiques sont également menés à l'abbaye de Berge. En juin 1761, Georg Christoph Silberschlag (de) et Heinrich Wilhelm Bachmann (de) de l'observatoire de l'abbaye découvrent l'atmosphère de Vénus.
Lorsque l'abbé Johann Friedrich Hähn (de) prend ses fonctions en 1762, l'école commence à décliner. Après la suspension de Hähn en 1771, Erhard Andreas Frommann (de) reprend le poste, suivi en 1774 par Friedrich Gabriel Resewitz (de). Cependant, lui non plus ne réussit pas à restaurer la réputation de premier ordre qu'il a acquise dans la phase du piétisme. Bien que Resewitz a introduit des innovations, telles que l'introduction de la technologie comme matière vers 1777 et la nomination de l'enseignant spécialisé Johann Gottlieb Cunradi, il n'est pas en mesure de s'établir dans les écoles avec ses approches réformatrices. Après diverses disputes et une visite à l'école, Christian Friedrich Schewe devient le nouveau directeur principal de la pédagogie à la fin de 1796. Johann Gottfried Gurlitt (de) devient le deuxième directeur. Cependant, Resewitz reste abbé et démissionne de ce bureau en 1805.

## Fermeture au profit de l'Université de Halle
Après la défaite prussienne face à Napoléon à Iéna, le dernier chapitre de l'abbaye de Berge commence. En 1806, par ordre du gouvernement prussien, l'école est évacuée le 17 octobre et les vieux arbres de ce que l'on appelle le Poetengang (ormes et chênes tricentenaires) sont abattus pour des raisons stratégiques. La forteresse de Magdebourg se rend cependant ensuite sans combat à l'armée française. Sous le maréchal Ney puis dans le royaume de Westphalie, l'école reprend d'abord ses activités, mais le nombre d'élèves continue à diminuer. En 1810, le gouvernement du royaume de Westphalie promulgue un décret ordonnant la fermeture de l'école du couvent et le transfert de son équipement matériel à l'Université de Halle. La bibliothèque de l'abbaye et la collection d'objets en nature sont données directement à l'université, tandis que la bibliothèque de l'école est vendue aux enchères au profit d'un fonds d'études.

## Démolition finale
À partir de septembre 1811, l'abbaye de Berge sert d'hôpital militaire pour les survivants de la campagne de Russie. En février 1812, Napoléon lui-même donne l'ordre de démolir tous les bâtiments qui se trouvent dans la zone de tir de la forteresse de Magdebourg. L'ensemble du faubourg de Sudenburg (1812) et environ les 2/3 du faubourg de Neustadt (1812/13). L'ordre de démolition affecte également le village de Buckau et l'abbaye de Berge, car ils se trouvent à portée de tir du Fort Berge (de) en amont. La démolition de l'abbaye commence le 20 décembre 1813. Il n'est plus reconstruit.
En 1816, une fondation de l'abbaye de Berge créée. Plus tard, le jardin de l'abbaye de Berge (de) est créé à l'emplacement de l'abbaye.